# Xanthoparmelia barklyensis
Xanthoparmelia barklyensis är en lavart som beskrevs av Hale. Xanthoparmelia barklyensis ingår i släktet Xanthoparmelia och familjen Parmeliaceae.   Inga underarter finns listade i Catalogue of Life.